# Kanton Corbigny
Kanton Corbigny (francouzsky Canton de Corbigny) je francouzský kanton v departementu Nièvre v regionu Burgundsko. Tvoří ho 15 obcí.

## Obce kantonu
- Anthien
- Cervon
- Chaumot
- Chitry-les-Mines
- La Collancelle
- Corbigny
- Epiry
- Gâcogne
- Magny-Lormes
- Marigny-sur-Yonne
- Mhère
- Mouron-sur-Yonne
- Pazy
- Sardy-lès-Épiry
- Vauclaix